# Elisabeth Blarer von Wartensee
Elisabeth Blarer von Wartensee (11 november 1644 - Rorschach, 10 januari 1741) was een Zwitserse moeder-overste.

## Biografie
Elisabeth Blarer von Wartensee was een dochter van Franz Wilhelm Blarer von Wartensee en Elisabeth Betz. Ze trad toe tot het klooster van de capucijnen van Rorschach in 1691, legde in 1692 haar kloostergeloften af en was moeder-overste van 1709 tot 1720. Door haar goed bestuur droeg ze bij tot het herstel van de welvaart van het klooster, die ondermijnd door de economische crisis en de Tweede Villmergeroorlog.
- Gemeinsame Normdatei: 1071529994
- Historisch woordenboek van Zwitserland: 026872
- Virtual International Authority File: 315964523